# 殺生河原
殺生河原（せっしょうがわら）は、群馬県草津町にある地名。草津白根山の南東山腹にある旧火口の一つ。無数に開いた噴気孔から硫化水素の蒸気が噴き出し、その周囲には硫黄の結晶もみられる。ただし危険なため噴気が出ている場所は立ち入り禁止となっている。夏場は荒涼とした風景を目当てに訪れる観光客に、冬場はスキーヤーなどに親しまれている。

## 由来
火山由来の硫化水素を含むガスが噴出する一帯であり、迷い込んだ生き物が死亡することから畏敬と警戒の念を込めて「殺生」の名がつけられた。

## 1971年の死亡事故
1971年12月27日、中学生、高校生を含む6人のスキーパーティーが、硫化水素ガスにより中毒死する事故が発生した。当時は、草津温泉スキー場が振子沢スキー場として白根火山ロープウェイ山頂駅まで拡大しており、殺生河原一帯もゲレンデとして組み込まれていた。当時、自然状態の硫化水素の発生は特段の変化はなかったが、付近では人造温泉を製造するためにボーリングが行われており、パイプから漏れた高濃度の硫化水素と二酸化炭素が濃集したところにスキーヤーが突っ込んだことが原因と推測された。事故後、温泉開発会社は殺生河原で人工温泉の製造を取りやめたほか、草津町は殺生河原付近の硫化水素濃度の観測を強化した。

## アクセス
- 国道292号 - 国道に隣接して200台収容の無料駐車場がある[6]。ただし積雪時、火山ガス濃度上昇時には使用不能。
- 西武高原バス、JRバス関東、草軽交通の共同運行バスのバス停留所が存在。